# Voce modale
La voce modale è il registro vocale usato più frequentemente nel parlato e nel canto nella maggior parte delle lingue. È anche il termine usato in linguistica per il registro più comune di fonazione delle vocali. Il termine "modale" si riferisce alla modalità di risonanza delle corde vocali cioè, la combinazione ottimale di flusso d'aria e tensione glottale che produce la massima vibrazione.
Nella linguistica, la voce modale è l'unica fonazione trovata nelle vocali e in altre sonanti (consonanti come m, n, l, r) della maggior parte delle lingue del mondo, ma una minoranza significativa contrasta la voce modale con altre fonazioni. Tra le ostruttive (consonanti come k, g, t͡ʃ / ch, d͡ʒ / j, s e z), è molto comune che le lingue contrastino la voce modale con la mancanza di voce; in inglese, molte ostruttive apparentemente espresse non hanno di solito voce modale.
In logopedia, il registro modale è uno dei quattro registri identificabili all'interno della voce umana. Si trova al di sopra del registro di laringalizzazione e si sovrappone alla parte inferiore del registro di falsetto. Questa visione è anche adottata da molti pedagogisti vocali, ma alcuni possono vedere la registrazione vocale in modo diverso. Nel canto, il registro modale può anche sovrapporsi a una parte del registro di fischio. Un cantante o un oratore ben addestrato può fonare due ottave o più all'interno del registro modale con produzione coerente, bellezza del tono, variazione dinamica e libertà vocale. Il registro modale inizia e finisce in luoghi diversi all'interno delle diverse voci umane. Il posizionamento del registro modale all'interno della singola voce umana è uno dei fattori determinanti per l'identificazione del tipo vocale.

## Processo fisiologico
Nel registro modale, la lunghezza, la tensione e la massa delle corde vocali si trovano in uno stato di flusso che fa variare la frequenza di vibrazione delle corde vocali. Man mano che la tonalità aumenta, le corde vocali aumentano di lunghezza e di tensione e i loro bordi si assottigliano. Se un oratore o cantante mantiene costante uno qualsiasi dei tre fattori e interferisce con lo stato progressivo di cambiamento, la funzione laringea della voce diventa statica e alla fine si verificano delle interruzioni con conseguenti evidenti cambiamenti nella qualità vocale.
Mentre alcuni logopedisti identificano tali interruzioni come i confini del registro o le aree di transizione tra i registri, altri logopedisti sostengono che le interruzioni sono il risultato di problemi vocali causati da una regolazione laringea statica che non consente che i cambiamenti necessari avvengano nel registro modale.

Corda vocale, schema

Ciclo glottale, voce modale

Sui toni inferiori del registro modale, le corde vocali sono spesse e a forma di cuneo. A causa dello spessore, grandi porzioni delle superfici opposte delle corde vocali vengono messe in contatto e la glottide rimane chiusa per un tempo considerevole in ciascun ciclo. La glottide si apre dal basso prima che si apra in alto, che impartisce un movimento fluido e ondulato alle corde. La voce modale ha un ampio spettro armonico, ricco di sfumature, a causa del movimento rotatorio delle corde. È relativamente forte rispetto agli altri registri vocali a causa dell'energia vibratoria presente, ma è in grado di variare dinamicamente.
Per i toni più bassi, solo i muscoli tiroaritenoidei sono attivi, ma quando il tono sale, i muscoli cricotiroidei entrano in azione, iniziando ad allungare le corde vocali. Con l'aumentare della tensione longitudinale, la glottide tende a sviluppare uno spazio nel mezzo. Per contrastare la tendenza, i cricoaritenoidi laterali vengono messi in azione, spingendo in avanti il processo muscolare delle aritenoidi. Il processo è a volte indicato come compressione mediale.
Oltre allo stiramento delle corde vocali e all'aumentare della tensione su di esse all'aumentare del tono, le superfici in opposizione delle corde vocali, che possono essere messe in contatto, diventano sempre più piccole, man mano che i bordi delle pieghe diventano più sottili. Il modello vibratorio o fonatorio di base rimane lo stesso, con l'intera corda vocale ancora coinvolta nell'azione, ma le escursioni verticali non sono così grandi e il movimento ondeggiante non è così evidente come lo era sulle frequenze inferiori del registro modale.
Oltre ci si avvicina ai limiti fisici della forza muscolare dei tiroaritenoidei o del muscolo vocale (fascio mediale del muscolo tiroaritenoideo). Per cantare o parlare al di sopra di questo livello, la voce deve adottare un nuovo schema fonatorio per cambiare i registri.